# Ondřej Synek
Kpt. Ondřej Synek (* 13. října 1982 Brandýs nad Labem-Stará Boleslav) je český veslař, historicky první český mistr světa v olympijské disciplíně, když na novozélandském jezeře Karapiro zvítězil ve skifu ve finálové jízdě MS 2010. Kromě závodního veslování na skifu pracuje jako sportovní instruktor ASC Dukla Praha. S veslováním začal v roce 1995 ve veslařském klubu KV Kondor Brandýs nad Labem.
Vyučil se zlatníkem. Od roku 2011 je ženatý, s manželkou Pavlou má dvě děti. K roku 2011 jej trénoval Milan Doleček starší. V komunálních volbách 2014 byl zvolen do zastupitelstva dvojměsta Brandýs nad Labem-Stará Boleslav.

## Sportovní kariéra
Začínal v roce 1995 v KV Kondor Brandýs nad Labem. V roce 2007 na mistrovství světa v Mnichově získal druhé místo a ve světovém poháru již potřetí za sebou vyhrál celkovou klasifikaci. V témže roce byl členem posádky vítězné osmy pražských Primátorek a se stejnou lodi dojel k titulu na mistrovství Evropy. Vyhrál anketu o nejlepšího českého veslaře roku 2007.
Ačkoliv dlouhou dobu jezdil s Milanem Dolečkem mladším na dvojskifu a společně dojeli na olympiádě v roce 2004 pro páté místo, nyní jezdí sám. Na místě české skifařské jedničky vystřídal Václava Chalupu.
V roce 2008 vyhrál v Hoříně mistrovství České republiky na dlouhých tratích. Na olympijských hrách v Pekingu v roce 2008 získal stříbrnou medaili ve veslování na skifu.
6. listopadu 2010 získal na Novém Zélandu titul mistra světa ve skifu. Od počátku pořádání mistrovstvích světa v roce 1962 se jedná o 46. medaili pro české veslaře. Před tímto vítězstvím byl jediným českým mistrem světa Michal Vabroušek v neolympijské disciplíně skif lehkých vah z MS 2000 v Záhřebu. Za jeho úspěch následně 10. listopadu 2010 ministr Alexandr Vondra povýšil do hodnosti nadporučíka. Následně se stal nejlepším českým veslařem roku 2010.

## Úspěchy
V letech 2005, 2007, 2008 a 2010 vyhrál celkové hodnocení Světového poháru ve skifu, v roce 2003 zvítězil také ve dvojskifu s Milanem Dolečkem mladším. Stal se i dvojnásobným vítězem tradičního londýnského veslařského závodu osmiveslic Head of the River Race.
- 2001 Mistrovství světa, Lucern (Švýcarsko), dvojskif, 11. místo
- 2002 Mistrovství světa, dvojskif, 5. místo
- 2003 Mistrovství světa, Milano (Itálie), dvojskif, 3. místo
- 2004 Letní olympijské hry 2004, Atény (Řecko), dvojskif, 5. místo
- 2004 Mistrovství České republiky, Račice, dvojskif, 1. místo
- 2005 Mistrovství světa, Gifu (Japonsko), skif, 3. místo
- 2006 Mistrovství světa, Eton Dorney (Velká Británie), skif, 3. místo
- 2007 Mistrovství světa, Mnichov (Německo), skif, 2. místo
- 2007 Mistrovství Evropy, Poznaň (Polsko), osma, 1. místo
- 2008 LOH, Peking (Čína), skif, 2. místo
- 2009 Mistrovství světa, Poznaň (Polsko), skif, 3. místo
- 2010 Mistrovství Evropy, Montemor-o-Velho (Portugalsko), skif, 1. místo
- 2010 Mistrovství světa, Karapiro (Nový Zéland), skif, 1. místo
- 2011 Mistrovství světa, Bledské jezero (Slovinsko), skif, 2 místo
- 2012 LOH, Eton Dorney, Velká Británie, skif, 2. místo
- 2013 Mistrovství Evropy, Sevilla (Španělsko), skif, 1. místo
- 2013 Mistrovství světa, Čchungdžu (Jižní Korea), skif, 1. místo
- 2014 Mistrovství Evropy, Bělehrad (Srbsko), skif, 1. místo
- 2014 Mistrovství světa, Amsterdam (Nizozemsko), skif, 1. místo
- 2015 Mistrovství světa, Aiguebelette (Francie), skif, 1. místo
- 2016 LOH, Rio de Janeiro (Brazílie), skif, 3. místo
- 2017 Mistrovství světa, Sarasota (Florida, USA), skif, 1. místo

## Fotogalerie

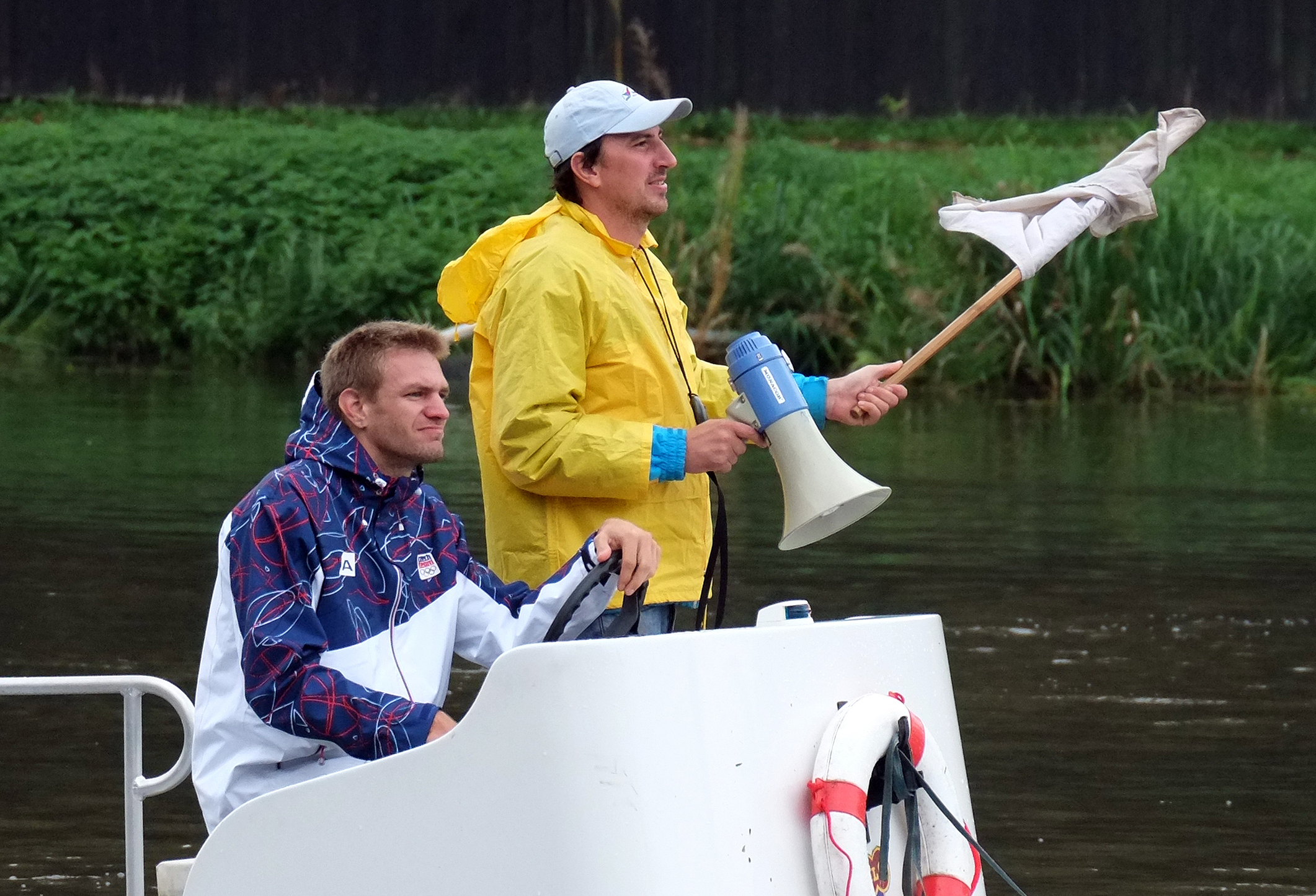
Ondřej Synek řídí katamarán během Polabského poháru (2014)
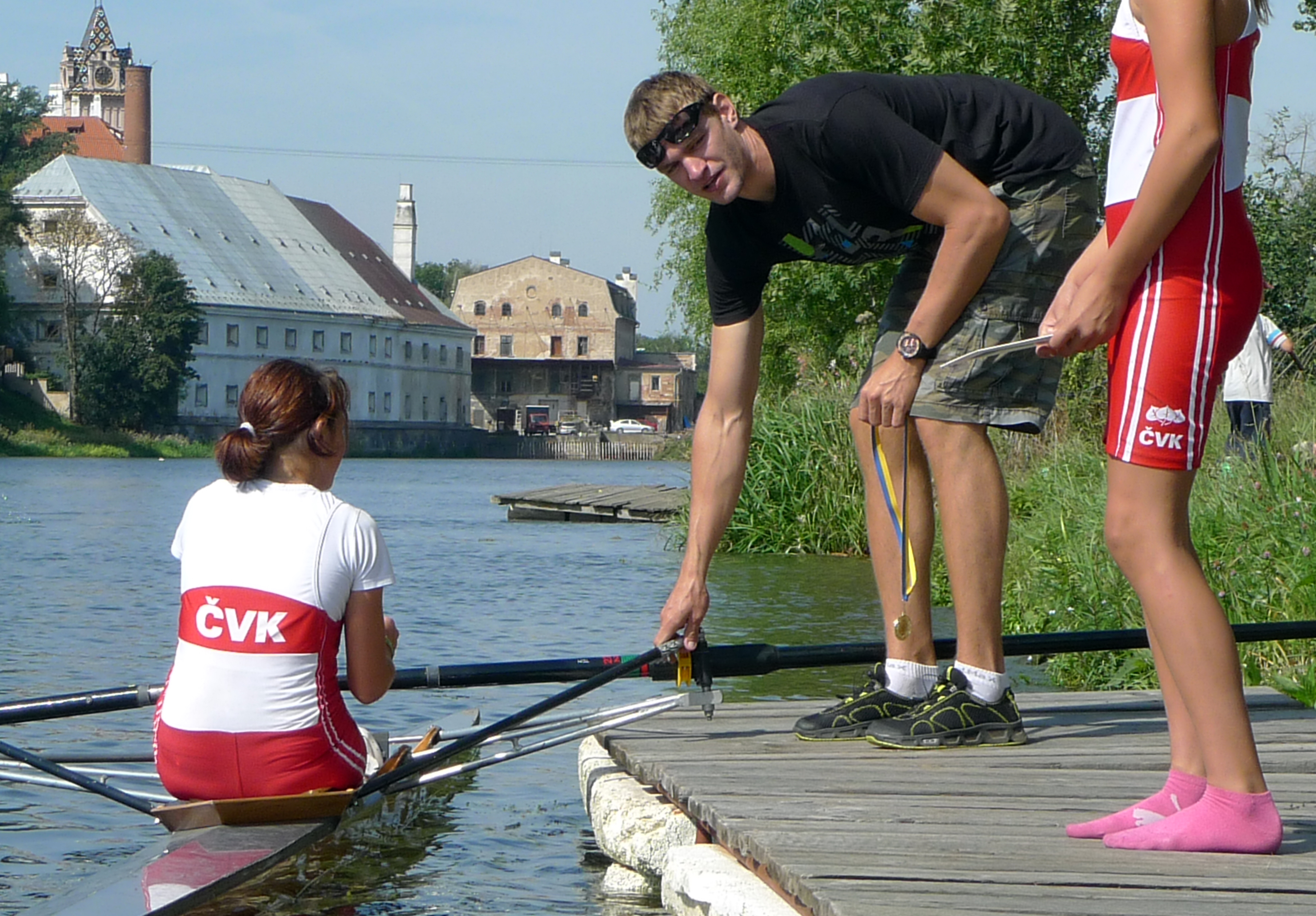
Ondřej Synek předává ceny během Polabského poháru (2012)
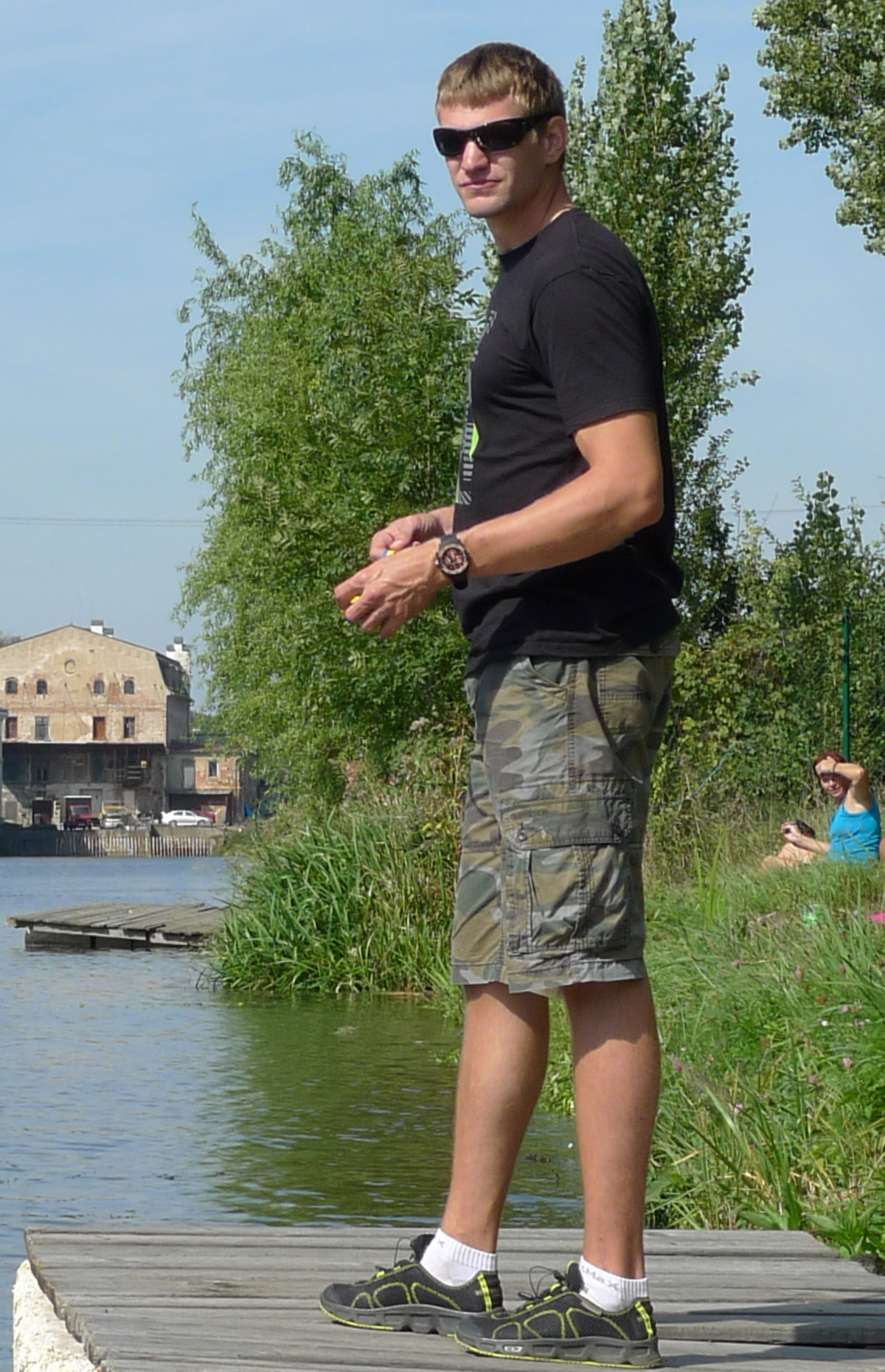
Ondřej Synek předává ceny během Polabského poháru (2012)
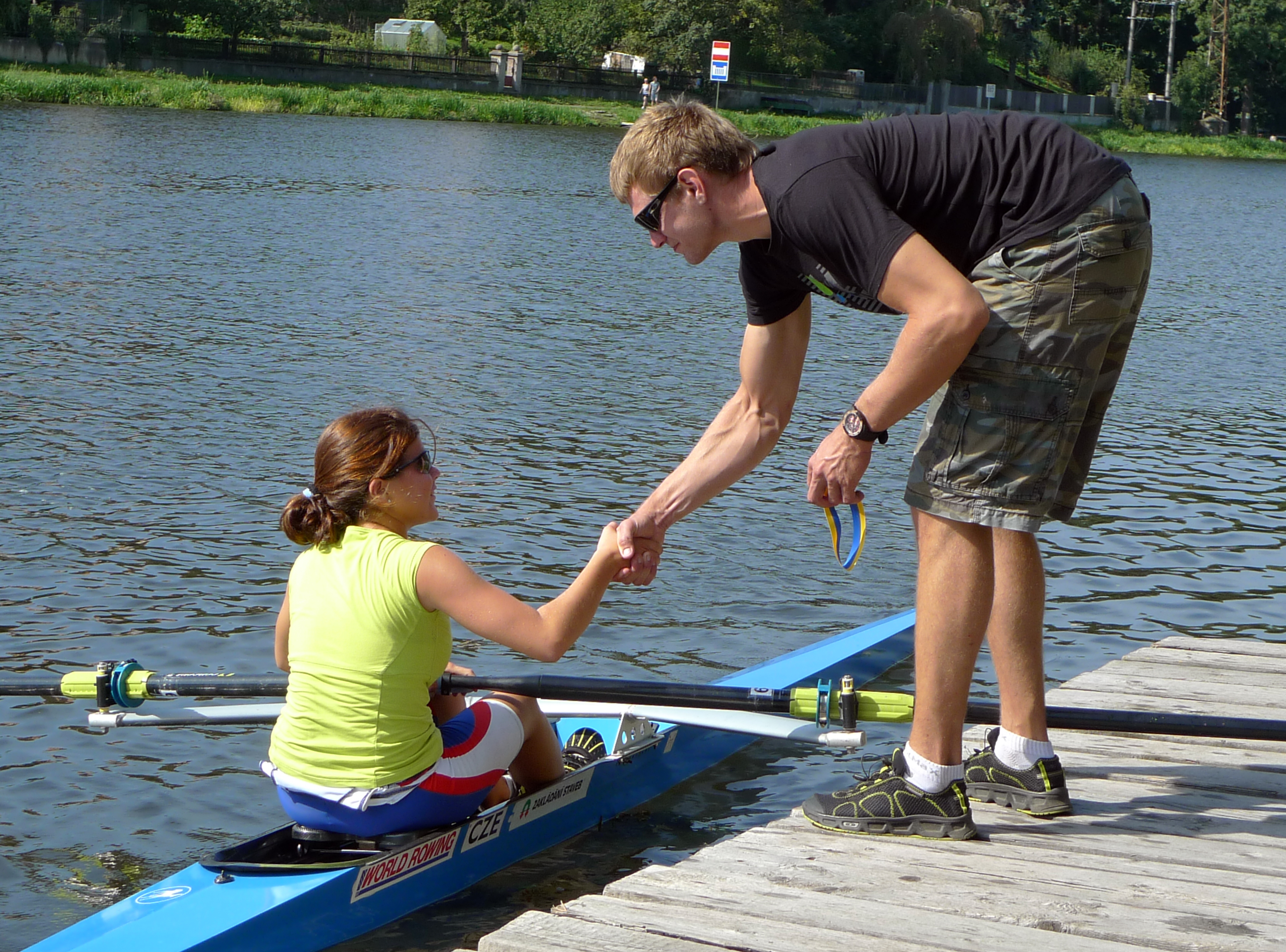
Ondřej Synek předává ceny během Polabského poháru (2012)